# Robert Pszczel
Robert Pszczel (ur. 24 września 1962 w Warszawie) – polski dyplomata, dyrektor Biura Informacji NATO w Moskwie (2010–2015).

## Życiorys
Robert Pszczel ukończył studia w zakresie stosunków międzynarodowych na London School of Economics (BSc, 1984) oraz na Uniwersytecie Warszawskim (magister, 1987). W 1991 ukończył kurs dyplomatyczny w Clingendael Institute w Hadze.
W latach 1988–1990 pracował jako dziennikarz. W 1990 został zatrudniony w Ministerstwie Spraw Zagranicznych na stanowisku eksperta w Departamencie Instytucji Europejskich. W latach 1993–1997 był I sekretarzem w Ambasadzie w Brukseli. Przez kolejne dwa lata pracował w stopniu radcy jako członek zespołu ds. negocjacji akcesji Polski do NATO w Stałym Przedstawicielstwie RP przy NATO w Brukseli. W 1999 rozpoczął służbę w strukturach NATO. Do 2010 odpowiadał za kontakty z mediami i dyplomację publiczną NATO. W latach 2010–2015 pełnił funkcję dyrektora Biura Informacji NATO w Moskwie. Następnie, do lutego 2017, był pełniącym obowiązki dyrektora tamże. Później starszy doradca ds. Rosji i Bałkanów Zachodnich w Departamencie Dyplomacji Publicznej Kwatery Głównej NATO w Brukseli. W 2021 zakończył pracę w strukturach NATO. Współpracownik szeregu think tanków: Clingendael, PISM, Martens Centre, RUSI, starszy ekspert w Fundacji im. Kazimierza Pułaskiego. W styczniu 2024 rozpoczął pracę jako główny specjalista w Zespole Bezpieczeństwa i Obronności Ośrodka Studiów Wschodnich.
Żonaty, ojciec dwójki dzieci.

## Odznaczenia
- Krzyż Kawalerski Orderu Odrodzenia Polski (2025)[7]
- Złoty Krzyż Zasługi (2014)[8]
- Złoty Medal „Za zasługi dla obronności kraju”[2]